# Soulfly
Soulfly este o formație heavy metal formată în 1997 de către Max Cavalera, acesta fiind fondatorul și ex-solistul trupei Sepultura, pe care a părăsit-o în 1996 în semn de protest față de faptul că membrii trupei au concediat-o pe soția sa care activa în calitate de manager al formației.
Trupa s-a bazat la Phoenix, Arizona, SUA. Ee se clasează la general în thrash metal și death metal cu elemente de hardcore și de nu metal. Stilul inițial abordat de trupă a fost interpretarea de conținut cu tematici din jurul spiritualității și religioase, în albumurile ulterioare ei deja incluzând și alte teme precum războiul, violența, agresiunea, ura și furia. Formația a lansat opt albumuri de studio, un EP, câteva single-uri și un DVD. Ultimul album al lor Archangel, produs de Matt Hyde, a fost lansat pe 14 august 2015 prin intermediul Nuclear Blast.
Albumul lor Primitive s-a clasat pe poziția 32 în topul Billboard 200, iar albumul de debut al trupei, Soulfly, a fost certificat cu aur de către Recording Industry Association of America. Grupul și-a schimbat de mai multe ori componența, Cavalera fiind unicul membru permanent.

## Membrii trupei
Membri actuali
- Max Cavalera – voce, chitară ritmică, berimbau (1997–prezent)
- Marc Rizzo – chitară principală (2003–prezent)
- Tony Campos – chitară bas, back vocal (2011–prezent)
- Zyon Cavalera – baterie (2012–prezent)

Foști membri
- Marcelo "Cello" Dias – chitară bas, live voce de fundal (1997–2003)
- Roy Mayorga – baterie (1997–1999, 2002–2003)
- Jackson Bandeira (Lúcio Maia) – chitară (1997–1998)
- Logan Mader – chitară (1998–1999)
- Mikey Doling – chitară (1999–2003)
- Joe Nunez – baterie (2000–2001, 2003–2011)
- Bobby Burns – bas, live back vocal (2003–2010)
- David Kinkade – baterie (2011–2012)

Foști membri de turnee
- David Ellefson – bas (2006)
- Dan Lilker – bas (2006)
- Johny Chow – bas (2010–2011)

## Discografie

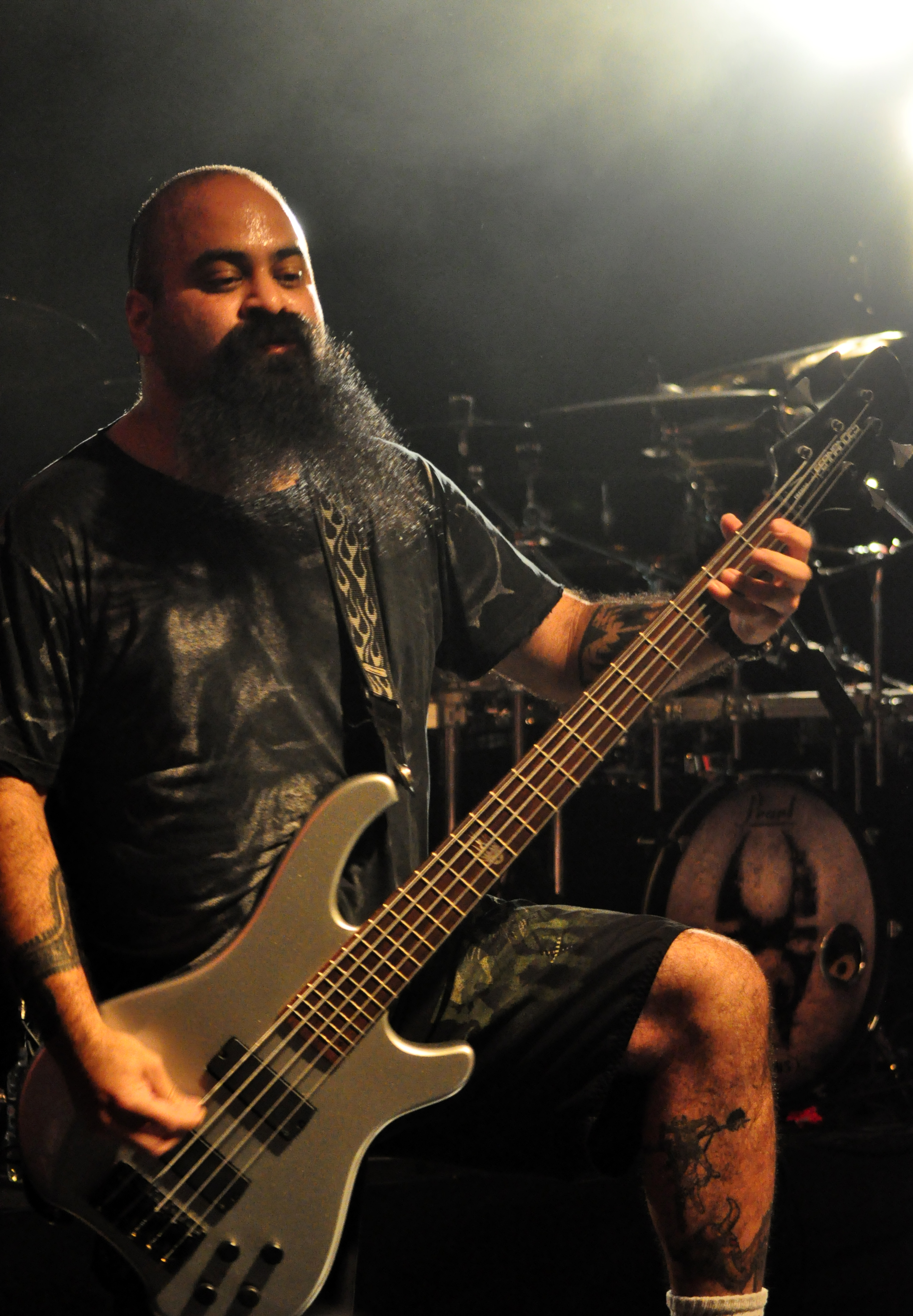
Soulfly la Rostock, 2012 (Tony Campos în imagine)

- Soulfly (1998)
- Primitive (2000)
- 3 (2002)
- Prophecy (2004)
- Dark Ages (2005)
- Conquer (2008)
- Omen (2010)
- Enslaved (2012)
- Savages (2013)
- Archangel (2015)
- Ritual (2018)
- Totem (2022)